# 東京アナウンス・声優アカデミー
東京アナウンス・声優アカデミー（とうきょうアナウンスせいゆうアカデミー）は、アナウンサー、声優関連の養成を目的とした無認可校である。
2014年（平成26年）4月より現在の校名になり、それまでは東京アナウンスアカデミー（とうきょうアナウンスアカデミー）。専門学校東京アナウンス学院や東京声優アカデミーと名称が似ているが、全く別系列の学校であり、無関係。
2018年9月30日をもって学校は休校となり、現在ホームページは閉鎖中。再開時期は未定。

## 所在地
東京アナウンスアカデミー本校（現在：東京アナウンス・声優アカデミー）
東京都渋谷区恵比寿南3-1-5

## 設置学科
- アナウンス基礎科
- アナウンス春期夏期基礎科
- 声優春期夏期基礎科
- 声優（アテレコ）養成コース
- 声優・ボーカル養成コース
- 声優・ナレーター養成コース
- ナレーター養成コース
- フリーアナウンサー・司会・パーソナリティ養成コース
- ブライダル司会者養成コース

## 沿革
- 1951年（昭和26年）9月 NHKのアナウンサーであった市原光隆により、日本初のアナウンサー養成学校として設立。
- 1954年（昭和29年） タレント科を新設。
- 1964年（昭和39年） 標準語科の新設。
- 1965年（昭和40年）10月 初代校長、市原光隆が急逝、二代目校長に市原京子が就任。
- 1966年（昭和41年）5月 ディスクジョッキー科（現在の放送タレント・DJ科）を新設。
- 1968年（昭和43年）2月 アナウンス科を再編成。
- 1971年（昭和46年）11月 アテレコ科を設置。
- 1982年（昭和57年）4月 三代目校長に市原光敏（現理事長）が就任。
- 1984年（昭和59年）9月 結婚式司会者養成コース新設。
- 1989年（平成元年） アナウンサー養成コース新設。
- 1995年（平成7年） キャスター・レポーター養成コース及び、放送局アナウンサー受験対策コース新設。
- 1997年（平成9年）4月 声優・ボーカル養成コース新設。
- 2002年（平成14年）9月 開校50周年。
- 2008年（平成20年）4月 声優・ナレーター養成コース開設。
- 2014年（平成26年）「東京アナウンス・声優アカデミー」に校名変更
- 2018年（平成30年）9月30日をもって休校（再開時期未定）。現在はホームページ閉鎖中。

## 特徴
- 開校以降60年間に6,000名以上が卒業。
- 学外に対し、体験授業など開講。
- 学内に対し、プロダクションオーディションを開催。
- 週1回2時間からのレッスン。
- 上級進級の際にコース変更ができる。
- 学費ローンが12回払いまで学校負担/カード決済可能
- ＠講師陣
- 糸居五郎　DJコース（満州電電新京中央放送局→満州電電哈爾濱放送局→京都放送（現KBS京都）→（株）深夜放送
- →ニッポン放送→フリーアナウンサー*１９８４年１２月２８日没
- 大林晃　アナウンス基礎科、スポーツゼミ（元RFラジオ日本アナウンス部長）＊2012年没
- 渡邊英磨　アナウンス基礎科、研究科（元ラジオたんぱ（現日経ラジオ社）アナウンス部長)＊2022年12月1日没
- 渡部英綱　アナウンス基礎科、研究科（元FM東京アナウンサー、元FM鹿児島東京支社長）
- 田島嘉男　アナウンス基礎科、結婚式司会者養成クラス（元ラジオたんぱ、元RFラジオ日本アナウンサー）
- 鶴岡巍　　アナウンス基礎科、研究科（元テレビ東京アナウンサー）ほか

## 主な出身者
アナウンサー（フリーアナウンサー･現在タレントを含む）(順不同／敬称略)
古舘伊知郎、吉田照美、逸見政孝、福留功男、久米宏、寺田理恵子、笠井信輔、永井美奈子、有賀さつき、福島敦子、志生野温夫、松永二三男、林美雄、荒川戦一、鈴木光裕、大下容子、大神いずみ、内田恭子、羽鳥慎一、飯村真一、武内絵美、菊間千乃、山本舞衣子、柄沢晃弘、松井康真、岡崎潤司、四家秀治、三宅正治、奥寺健、植草結樹、植草朋樹、垣花正、大石邦彦、橋谷能理子、佐藤良子、蛯原哲、棟方宏一、大熊英司、田中滋実、佐藤紀子、山口豊、西脇亨輔、勝田和宏、石井希和、松尾紀子、吉沢孝明、深澤里奈、田中大貴、柴田幸子、小島隆雄、古賀久美子、高柳謙一、黒澤秀夫、神浩司、田中宏明、山内要一、西野嘉良子、鈴木亜紀、吉田理恵、大崎誠子、鈴木亜希子、千葉ひろみ、山内千代子、高梨欣也、小野陶子、仙田和吉、田野和彦、森武史、杉山一雄、毛利八郎、藤本景子、内山佳子、堤信子、三浦隆志、畑恵、大浜平太郎、佐藤のりゆき、穀山敏、牛嶋俊明、宗宮修一、大藤晋司、恩田千佐子、渡辺雅彦、横山雄二、倉敷保雄、伊藤敦基、吉岡伸悟、黒江恵助、加藤裕介、煙山光紀、岩下方彦、山本剛士、森田耕次、畑中秀哉、青山和弘、加地良光、上野智広、大塚都、吉井祥博、柴崎啓志、渡邊哲夫、井関裕貴、根元宣彦、菅原克彦、水谷寛、緒方一英、神田康秀、鏡田辰也、大和田新、中村幹男、荒川守、松坂彰久、八塚博、酒見由梨、北久保隆一、横田勝、栗原義明、木村洋子、清成ゆきえ、石原敬士、鈴木竜弘、鶴羽佳子、東海林克江、市川智子、坂本知子、小鶴千恵子、土屋（高橋）良江、済藤（吉沢）亮子、谷崎（小西）朋子、富永祥光、望月貴史、小野（府馬）正恵、小池（高橋）秀予、大沼貴子、岡部ひとみ、日下部きよみ、菅原厚、夏目浩光、横田光幸、高橋薫、福原実、綿谷尚子、木村正幸、上野千奈美、加藤康裕、来栖正之、早田和泰、香月誠司、君崎滋、金丸幸代、橋本邦彦、古瀬俊介、石川智徳、田上和延、櫻井浩二、吉田涙子、北川義隆、高田英子、羽山かすみ、大蔵ともあき、門田和弘、江橋摩美、丸山修、森美奈子、新井理、成田知栄子、竹下栄梨子、野島直子、荒川練子、菊地志乃、鈴木朋恵、丸山隆之、高橋裕、今井智久、長島崇彦、渡辺徹、若山貴嗣、永岡俊哉、藤生直子、倉永弘一郎、杉原孝行、藤沢けい、瀧本真、植本浩之、竹内章、三股こずえ、森野浩司、徳山ひかり、竹林秀之、大庭荘介、佐藤哲也、及川真、秋山（山本）雅子、川端信正、今村政司、郷隆志、池谷正子、河野憲了、古川律子、向坂真弓、和田敬子、秦朋子、伊藤圭介、吉田幸真、小沼みのり、松下豊、相川香、森脇健仁、坂井仁美、田口哲之、奥野国英、渡辺（大熊）理佳、佐々木（木山）民奈子、木田（土屋）志保、鈴木秀明、木内琴子、江坂英香、江上佳弥子、木和田篤、中野雷太、早坂淳、近田誉、伊東秀一、加川潤、塩崎美早子、松本直幸、秋山仁志、熊切秀昭、横山由美、宮原悦子、東澤浩、木村達彦、宮原健、菅家真奈紀、佐々木愛、高畑和久、有沢義之、山ノ井友司、帆足由美、花形一実、河野多紀、春日美奈子、榛葉晴彦、田中雄介、小林美幸、加藤洋司、岩田弘之、田宮冨士江、横須賀伸一、松藤好典、倉重悟、鈴木耕治、石田英寿、木船陽子、高野僚子　他多数
声優･タレント(順不同／敬称略)
阿部敦、石田彰、伊藤静、大谷育江、野村道子、井上真樹夫、水垣洋子、曽我町子、千々松幸子、井上喜久子、鈴置洋孝、高島雅羅、丹下桜、川田妙子、田中敦子、あべ静江、西口有香、水島大宙、私市淳、森雄一、岡村明美、氷青、青木小夜子、奈美木映里、塚田光信　他多数